# Gallinago
Gallinago és un gènere d'ocells de la família dels escolopàcids (Scolopacidae) de distribució gairebé mundial.
Als Països Catalans habita una de les espècies, el becadell comú. El nom de becadell es fa extensiu a la resta d'espècies del gènere, i altres gèneres propers.

## Taxonomia
El nom Gallinago va ser introduït pel zoòleg francès Mathurin Jacques Brisson el 1760 com a subdivisió del gènere Scolopax. Brisson no va utilitzar el sistema binomial de nomenclatura de Carl Linnaeus i encara que molts dels gèneres de Brisson havien estat adoptats pels ornitòlegs , la seva subdivisió de gèneres eren generalment ignorades. En lloc d'això, l'erecció del gènere Gallinago per als becatins es va acreditar al zoòleg alemany Carl Ludwig Koch en un llibre publicat el 1816. Però l'any 1920 es va descobrir que el naturalista alemany Johann Samuel Traugott Frenzel havia erigit el gènere Capella per als becagalls el 1801. Com que la seva publicació era anterior a l'ús de Koch de Gallinago, va tenir prioritat. La American Ornithologists' Union va canviar a Capella el 1921 i el 1934 l'ornitòleg nord-americà James L. Peters va utilitzar Capella per a les becadas a la seva influent Check-list' dels ocells del món. Tot va canviar el 1956 quan la Comissió Internacional de Nomenclatura Zoològica va dictaminar que Gallinago Brisson 1760 hauria de tenir prioritat per al gènere amb la espècie tipus com a espècie tipus. El nom científic gallinago és neolñatí per a una becada del llatí gallina, "gallina" i el sufix -ago, "semblant".
Segons la classificació del Congrés Ornitològic Internacional (versió 2.5, 2010) aquest gènere està format per 17 espècies:
- becadell africà (Gallinago nigripennis).
- becadell andí (Gallinago jamesoni).
- becadell comú (Gallinago gallinago).
- becadell cuapunxegut (Gallinago stenura).
- becadell de l'Himàlaia (Gallinago nemoricola).
- becadell de la puna (Gallinago andina).
- becadell de la Terra del Foc (Gallinago stricklandii).
- becadell de Madagascar (Gallinago macrodactyla).
- becadell de Swinhoe (Gallinago megala).
- becadell de Wilson (Gallinago delicata).
- becadell del Japó (Gallinago hardwickii).
- becadell gegant (Gallinago undulata).
- becadell gros (Gallinago media).
- becadell imperial (Gallinago imperialis).
- becadell noble (Gallinago nobilis).
- becadell solitari (Gallinago solitaria).
- becadell sud-americà (Gallinago paraguaiae).

## Eeferències
1. ↑  Brisson, Mathurin Jacques. Ornithologie, ou, Méthode contenant la division des oiseaux en ordres, sections, genres, especes & leurs variétés (en fr, la). 5.  Paris: Jean-Baptiste Bauche, 1760, p. 298, 304.
2. ↑  Allen, J.A. «Collation of Brisson's genera of birds with those of Linnaeus». Bulletin of the American Museum of Natural History, vol. 28, 1910, pàg. 317–335.
3. ↑  Koch, C.L.. System der baierischen Zoologie (en alemany). 1.  Nürnberg: Stein, 1816, p. xxvii, 312.
4. 1 2  Mathews, G.M.; Iredale, T. «Sherborn and the systematist». Austral Avian Record, vol. 4, 4&5, 1920, pàg. 130–132.
5. ↑  Frenzel, G.S.T. (1801), Beschreibung der Vögel und ihrer Eyer in der Gegend von Wittenberg zur Naturgeschichte des Churkreises, Wittenberg aus der Tzschiedrichschen Officin, p. 58, OCLC 993253150
6. ↑   Check-list of Birds of the World. 2.  Cambridge, Massachusetts: Harvard University Press, 1934, p. 274.
7. 1 2   «Direction 39: Substitution of Gallinago Brisson, 1760, for Gallinago Koch, 1816 (class Aves) on the Official List of Generic Names in Zoology (correction of an error in the ruling given in Opinion 67)». A: Opinions and Declarations Rendered by the International Commission on Zoological Nomenclature. 1 Section D Part D.4.  Londres: International Trust for Zoological Nomenclature, 1956, p. 95–138.